# Saint-Montan
Saint-Montan (bis 2002 Saint-Montant) ist eine französische Gemeinde mit 1.955 Einwohnern (Stand 1. Januar 2022) im Département Ardèche in der Region Auvergne-Rhône-Alpes.

## Geografie
Die Gemeinde liegt im Mittel ca. 180 m über dem Meer zwischen den Städten Viviers und Vallon-Pont-d’Arc am rechten Ufer der Rhône, in die hier das Flüsschen Conche einmündet. Saint-Montan gehört zum Weinanbaugebiet Côtes du Vivarais.

## Bevölkerung
| Jahr                       | 1962 | 1968 | 1975 | 1982 | 1990 | 1999 | 2009 | 2018 |
| -------------------------- | ---- | ---- | ---- | ---- | ---- | ---- | ---- | ---- |
| Einwohner                  | 608  | 727  | 822  | 1009 | 1207 | 1314 | 1790 | 1885 |
| Quellen: Cassini und INSEE |      |      |      |      |      |      |      |      |

## Sehenswürdigkeiten
- Kirche von San Samonta[1]
- Das Château de Saint-Montan und die alte Stadtbefestigung[1]
- Kirche Sainte Marie-Madeleine[1]
- Kapelle von Saint André de Mitroys[1][2]
- Lourdes Grotte[1]